# 4825 Вентура
4825 Вентура (4825 Ventura) — астероїд головного поясу, відкритий 11 лютого 1988 року.
Тіссеранів параметр щодо Юпітера — 3,606.